# Antipodogomphus acolythus
Antipodogomphus acolythus – gatunek ważki z rodziny gadziogłówkowatych (Gomphidae).